# 圣嘉禄教堂 (都灵)
圣嘉禄教堂（Chiesa di San Carlo Borromeo）是意大利都灵的一座教堂，位于圣卡洛广场南侧，和姐妹教堂圣基斯定堂分列 罗马街两侧。

## 历史
该建筑是由卡罗·埃马努埃莱始建于1619年，在17世纪上半叶，他努力将城市改造为巴洛克风格。但是目前的立面是1834年Ferdinand Caronesi的作品。 
这座教堂献给圣嘉禄·鲍荣茂，他从米兰步行前来朝圣。教堂内部有一个中殿和4个礼拜堂，每边两个，有卡拉瓦乔风格的祭台画，描绘1578年圣嘉禄到都灵看基督裹尸布。 